# Mirianna Brtková
Mirianna Brtková (* 28. září 1943 Bratislava) je slovenská vysokoškolská pedagožka, sportovní a tělovýchovná lékařka a bývalá československa sportovní plavkyně.
Závodnímu plavání se začala věnovat v roce 1956 v Prešovském plaveckém oddíle TJ Lokomotiva pod vedením Jozefa Baláže. Specializovala se na plaveckou techniku znak. Studovala lékařskou fakultu univerzity PJŠ v Košicích a na tréninky dojížděla do Prešova třikrát týdně – v Prešově byl v roce 1952 otevřen moderní krytý 25 m bazén.
Mezi československou plaveckou špičku se prosadila v roce 1961. V červenci 1962 překonala na mistrovství republiky na 100 m znak časem 1:14,8 s československý rekord. Na srpnovém mistrovství Evropy ve východoněmeckém Lipsku na 100 m jí však ani čas 2 desetiny vteřiny horší československého rekordu na postup mezi nejlepší finálovou osmičku nestačil. S polohovou štafetou 4×100 m nepostoupila do finále.
Po skončení sportovní kariéry pracovala jako vysokoškolská pedagožka na detašovaném pracoviště košické univerzity PJŠ v Prešově. Svoji vědeckou činnost zaměřovala na oblast anatomie, fyziologie, zdravotní tělesné výchovy a sportovního lékařství. Jako sportovní lékařka se starala například o tělesné zdraví prešovských basketbalistek z klubu Slávia VŠ.